# تصنيف (أورام)

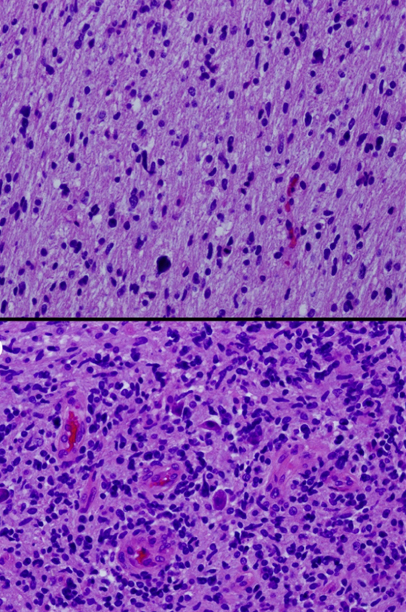
صبغة الهيماتوكسيلين واليوزين من أقسام مختلفة من عينة واحدة منتشرة من ورم دبقي جسري داخلي منتشر.

التصنيف (في علم الأمراض)هو مقياس لشكل الخلية في الأورام وغيرها من الانتفاخات الأخرى. وتنطبق بعض أنظمة التصنيف في علم الأمراض فقط على الأورام الخبيثة (السرطان)؛ بينما تنطبق أخرى على الأورام الحميدة. تصنيف الأورام هو مقياس لـكشم (فقدان التمايز) للخلية في عينات الورم ويقوم على تشابه الورم مع الأنسجة الأصلية. ويتميز التصنيف في السرطان عن تصنيف المراحل، الذي يُعتبر مقياسًا للمدى الذي انتشر فيه السرطان.
تعمل أنظمة التصنيف في علم الأمراض على تصنيف شذوذ وانحرافات شكل الخلايا المجهرية في إطار معدل نموها بهدف توقع التطورات على مستوى الأنسجة (انظر أيضًا التغييرات النسيجية الرئيسة الأربعة في خلل التنسج).
والسرطان هو عبارة عن اضطراب تغيير حياة الخلية يؤدي إلى -بشكل ملحوظ- معدلات هائلة لـتكاثر الخلية، وعادة معدلات أعمار أطول وتمايز ضعيف. وتزداد درجة التصنيف (العديدة: من الدرجة 1 إلى الدرجة 4) مع فقدان التمايز الخلوي - إنها تعكس مدى تمايز خلايا الورم عن خلايا النسيج العادي الناشئة منها (انظر قسم "الفئات"أدناه). ويمكن تصنيف الأورام وفقًا لأربعة مستويات أو وفقًا لثلاثة مستويات أو وفقًا لمستويين، وذلك استنادًا إلى المؤسسة ونوع الورم.
تستخدم درجة تصنيف الورم النسيجي جنبًا إلى جنب مع تصنيف المراحل النقيلي (انتشار السرطان على كامل مستوى الجسم) لتقييم كل مريض سرطان معين ووضع إستراتيجية العلاج الفردية الخاصة به والتنبؤ بمآله. ويُسمى السرطان الذي يتمايز على نحو ضعيف للغاية بـالكشمي.

## الفئات
نظام التصنيف الأكثر استخدامًا هو النظام الموصى به في المبادئ التوجيهية لللجنة الأمريكية المشتركة المعنية بالسرطان، ووفقًا لمعايير هذه اللجنة، فيما يلي فئات التصنيف:
- الدرجة س يتعذر تقييم الدرجة.
- الدرجة 1 متمايزة بشكل جيد (درجة منخفضة).
- الدرجة 2 متمايزة بشكل متوسط (درجة متوسطة).
- الدرجة 3 متمايزة بشكل ضعيف (درجة عالية).
- الدرجة 4 غير متمايزة (درجة عالية).

## الأنظمة
تختلف أنظمة التصنيف أيضًا وفقًا لكل نوع من أنواع السرطان.
نظام غليسون نسبة إلى دونالد فلويد غليسون (Donald Floyd Gleason)، الذي يُستخدم لتصنيف خلايا سرطانة غدية في سرطان البروستاتا هو الأكثر شهرة. ويستخدم هذا النظام نطاق درجات تصنيف من 2 إلى 10. وتصف درجات غليسون المنخفضة الأورام الأقل عدوانية المتمايزة بشكل جيد.
ومن بين الأنظمة الأخرى نظام بلوم-ريتشارد (سرطان الثدي) ونظام فورمان (سرطان الكلى).

## أمثلة على مخططات التصنيف
| الدرجة 1 | درجة منخفضة | متمايز بشكل جيد   |
| الدرجة 2 | درجة متوسطة | متمايز بشكل متوسط |
| الدرجة 3 | درجة عالية  | متمايز بشكل ضعيف  |
| الدرجة 4 | كشمي        | كشمي              |

| الدرجة 1 | درجة منخفضة | متمايز بشكل جيد  |
| الدرجة 2 | درجة متوسطة |                  |
| الدرجة 3 | درجة عالية  | متمايز بشكل ضعيف |

| الدرجة 1 | درجة منخفضة | متمايز بشكل جيد  |
| الدرجة 2 | درجة عالية  | متمايز بشكل ضعيف |

## تقدير حجم الورم
تتضمن دراسات السرطان التجريبية زرع الأورام تحت الجلد في الفئران. ومثل هذه الدراسات تتطلب آلية بسيطة يمكن من خلالها تقييم عبء الورم. ومن بين هذه الوسائل تقريب شكل الورم بواسطة شكل كروي. يقوم اثنان من الباحثين بـالقياس العميائي لطول الورم L وعرضه W، بـالميليمتر، باستخدام الفراجر. ولا يتم قياس العمق ويُقدر بأنه يعادل العرض W. ويبلغ حجم الورم بالميليمتر مكعب تقريبًا 0.52عرض2L.

## وصلات خارجية
- National Cancer Institute
- CancerWeb نسخة محفوظة 30 أبريل 2002 على موقع واي باك مشين.
- Atlas Interactif de Neuro-Oncologie